# Zahra Gamir
Zahra Gamir, née le 18 avril 1966, est une épéiste algérienne.

## Carrière
Elle est médaillée de bronze aux Jeux méditerranéens de 2001 à Tunis et remporte 6 titres continentaux et 5 titres arabes, dont l'or aux Championnats d'Afrique d'escrime 2000 et aux Jeux panarabes de 2004. 
Elle est médaillée de bronze en fleuret par équipes aux Jeux africains de 2007 à Alger.
Elle est éliminée au premier tour du tournoi d'épée féminine individuelle aux Jeux olympiques d'été de 2004 par la Roumaine Ana Maria Brânză. Il en est de même en 2008 face à l'Américaine Arlene Stevens.
Elle devient en février 2012 entraîneur de l'équipe nationale féminine d'escrime du Qatar après avoir entraîné pendant sept ans au Stade français.